# Rehn–Meidner-modellen
Rehn–Meidner-modellen är en plan för ekonomisk politik, som utarbetades i Sverige i slutet av 1940-talet av LO-ekonomerna Gösta Rehn (1913–1996) och Rudolf Meidner (1914–2005). Den ingick i rapporten Fackföreningsrörelsen och den fulla sysselsättningen till LO-kongressen 1951 och har präglat Sveriges ekonomiska politik sedan slutet av 1950-talet. Modellen bygger på en samverkan mellan keynesiansk ekonomisk teori, reallöneutveckling, aktiv arbetsmarknadspolitik och statlig intervention. Den ämnar att skapa en positiv uppåtgående spiral, i enlighet med keynesiansk ekonomisk teori, genom att skapandet av en expansiv välfärdsstat och offentliga investeringar, vilka ämnade till att upprätthålla inhemsk efterfrågan över konjunkturcyklerna, skapade säkerhet, trygghet och stabilitet åt anställda, näringsliv, kapitalintressen och konsumenter. Detta garanterade låg inflation och stärkte därigenom fackföreningarna i att kräva stigande reallöner i takt med produktivitetsutvecklingen, vilket, i kombination med effekterna av välfärdsstaten och diverse sociala program, ledde till ökad köpkraft och konsumtionsvilja bland löntagarna. Det i sin tur resulterade i stigande generell efterfrågan och en självupprätthållande positiv cirkel av ekonomisk utveckling, som vidare uppmuntrades av progressiv beskattning och ekonomisk omfördelning, vilka garanterade en jämn inkomstfördelning och ytterligare ökade privatkonsumtionen.
Modellen innefattar fyra mål för den ekonomiska politiken:
1. Låg inflation
2. Full sysselsättning
3. Hög tillväxt
4. Jämn inkomstfördelning

Lågproduktiva företag och industrier skulle drivas mot den solidariska lönepolitiken, med stigande reallöner i takt med produktivitetsutvecklingen. Lönepolitiken skulle tvinga företagen att öka lönsamheten genom exempelvis strukturell anpassning, automatisering, robotisering eller andra, mer indirekta medel för att öka produktiviteten, såsom förbättrade arbetsvillkor för att minska utslitning, utbrändhet och sjukfrånvaro bland arbetskraften. Dessa förbättringar av arbetsvillkoren uppmuntrades genom sjuklöneansvaret. Lyckades inte företagen öka lönsamheten riskerade de att drivas ut ur marknaden och försättas i konkurs. Båda dessa alternativ frigjorde arbetskraft som i sin tur mobiliserades i högproduktiva företag. De högproduktiva företagen gynnades dessutom av de relativt fördelaktiga arbetskraftskostnaderna och såg sina vinster nå rekordnivåer till följd av de stigande produktivitetsnivåerna och den ökade köpkraften. Vinsterna återinvesterade i att öka företagens produktiva kapacitet; dels för att öka lönsamheten, dels för att möta den stigande efterfrågan. Men även för att skatteincitatementen gynnade långsiktiga investeringar inom exempelvis forskning och utveckling snarare än i sådant som kapitalinkomster och aktieutdelningar. Höga återinvestering innebar också att man upprätthåller en hög produktivitetsnivå och därigenom inte riskerar sin konkurrenskraft. Detta garanterade i sin tur en hög produktivitetsutveckling och stigande reallöner, och därigenom full sysselsättning och jämn inkomstfördelning, medan inflationära tendenser motverkades genom en inkomstpolitik som baserade sig på centrala avtalsförhandlingar och industriomfattande, nationella kollektivavtal mellan fackföreningar, arbetsgivare och staten. Inkomstpolitiken garanterade att reallöner inte skulle överstiga produktivitetsnivån genom att stat och arbetsgivare förbättrade andra kompensationsmedel, såsom arbetsvillkor, sociala förmåner, arbetstider och anställningsskydd.
Modellens framgång visades under den så kallade Guldåldern, inom Sverige känd som rekordåren, under efterkrigstiden. Modellen applicerades främst i Skandinavien och de nordiska länderna. I viss utsträckning genomfördes dock de steg och ingrepp den förespråkade i de flesta Västländer, med stigande reallöner i takt med produktivitetsutvecklingen; offentliga investeringar i forskning och utveckling; samverkan mellan fackföreningar, näringsliv och stat samt progressiv beskattning för att finansiera all detta. Åtgärderna möjliggjordes genom de ömsesidiga kapitalkontroller som genom Bretton Woodssystemet  anammades av Västvärlden under efterkrigstiden i syfte att förhindra spekulativa attacker, skatteflykt, kapitalflykt och avindustrialisering. Till modellens nackdelar hör att den enbart tolererar en växande ekonomi och att den inte tar hänsyn till stora delar av arbetskraftens oförmåga att förstå ekonomiska samband när dessa blir för komplexa. 